# Lorenzo Borghini
Lorenzo Borghini (Firenze, 19 luglio 1988) è un regista, sceneggiatore, produttore cinematografico e giornalista italiano.

## Biografia
Lorenzo Borghini nasce a in provincia di Firenze il 19 luglio 1988. Durante gli studi universitari realizza il suo primo cortometraggio Riflessi all'età di 21 anni. L'anno seguente inizia una gavetta di due anni presso il quotidiano Metropoli. Nel 2011 partecipa alla 16ª edizione del Busan International Film Festival come accreditato per scrivere una tesi sul cinema coreano contemporaneo. Nel 2013 si laurea alla facoltà di Lettere e Filosofia di Firenze, indirizzo Dams. È co-fondatore e Direttore artistico del Florence Short Film Festival da ottobre 2014. Nel 2014 esce il suo secondo cortometraggio L'attesa, che partecipa in concorso alla 65ª edizione del Montecatini International Short Film Festival, vincendo la Menzione d'onore. Nel giugno 2015 esce il suo terzo cortometraggio In vino veritas, che Partecipa in concorso al BlackBird Film Fest 2015, al Queen City Film Festival 2015 a Hollywood e ad altri festival internazionali. A fine 2017 esce il suo primo libro Diario di un viaggiatore sentimentale: La Cina tra luci e ombre, con una prefazione di Umberto Cecchi. Del 2019 è il suo quarto cortometraggio Scorze di luce che viene selezionato a 17 festival internazionali. Nel 2021 esce Strade interrotte, un documentario di sensibilizzazione sulla sicurezza stradale narrato dall'attore Maurizio Lombardi, selezionato in concorso a 15 festival e vincitore di diversi premi. Nel 2023 esce Il pittore dei due mondi, un documentario sull'artista fiorentino Luca Alinari, disponibile su Amazon Prime Video.
Doppio passo, candidato ai Nastri D'argento e prodotto da Garden Film e Solaria Film, coprodotto da Nebel Productions, in collaborazione con Rai Cinema,è il suo esordio alla regia di un lungometraggio, che vede protagonisti Giulio Beranek, Valeria Bilello e Giordano De Plano.

## Filmografia

### Regista
- Riflessi - cortometraggio (2009)
- L'attesa - cortometraggio (2014)
- In vino veritas - cortometraggio (2015)
- Scorze di luce - cortometraggio (2019)
- Strade interrotte - documentario (2021)
- Doppio passo (2023)
- Il pittore dei due mondi - documentario (2023)

### Sceneggiatore
- Riflessi, regia di Lorenzo Borghini - cortometraggio (2009)
- L'attesa, regia di Lorenzo Borghini - cortometraggio (2014)
- In vino veritas, regia di Lorenzo Borghini - cortometraggio (2015)
- Scorze di luce, regia di Lorenzo Borghini - cortometraggio (2019)
- Strade interrotte, regia di Lorenzo Borghini - documentario (2021)
- Doppio passo, regia di Lorenzo Borghini (2023)

### Produttore
- Riflessi, regia di Lorenzo Borghini - cortometraggio (2009)
- L'attesa, regia di Lorenzo Borghini - cortometraggio (2014)
- In vino veritas, regia di Lorenzo Borghini - cortometraggio (2015)
- Scorze di luce, regia di Lorenzo Borghini - cortometraggio (2019)
- Strade interrotte, regia di Lorenzo Borghini - documentario (2021)
- Lawrence, regia di Giada Diano e Elisa Polimeni - documentario (2021)
- El soldado, regia di Matteo Faccenda - cortometraggio (2022)
- Insieme a loro, regia di Tommaso Ferrara - cortometraggio (2022)
- Doppio passo, regia di Lorenzo Borghini (2023)
- Il pittore dei due mondi, regia di Lorenzo Borghini - documentario (2023)

## Pubblicazioni
- Diario di un viaggiatore sentimentale: la Cina tra luci e ombre (2017)

## Riconoscimenti
2024 - Nastro d'argento
- Candidatura per il miglior soggetto a Doppio passo

2024 - Sudestival
- Premio giuria del pubblico a Doppio passo